# St. Bride's
St. Bride's es un pueblo canadiense situado en la provincia de Terranova y Labrador.

## Superficie
St. Bride's tiene una superficie de 5,38 km².

## Demografía
En 2021, tenía 318 habitantes, una densidad poblacional de 59,1 hab./km², y 204 viviendas.